# Quách Kiến Mai

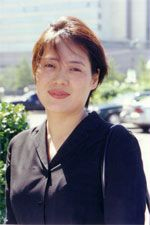
Quách Kiến Mai

Quách Kiến Mai (郭建梅) là nữ luật sư người Trung Quốc, nhà hoạt động nhân quyền và giám đốc một tổ chức phi chính phủ chuyên hỗ trợ pháp lý cho phụ nữ Tung Quốc. Năm 2005 bà là một trong số 1.000 phụ nữ được đề cử cho Giải Nobel Hòa bình.

## Tiểu sử
Quách Kiến Mai sinh năm 1961 trong một gia đình giáo viên ở huyện Hoạt, tỉnh Hà Nam. Do nhìn thấy sự nghèo đói, kém phát triển và tình trạng vi phạm quyền của phụ nữ trong ngôi làng nơi bà sinh sống đã khiến cho bà cống hiến đời mình để đấu tranh nhằm cải thiện quyền của phụ nữ ở Trung Quốc.
Khi 18 tuổi, bà theo học trường Luật của Đại học Bắc Kinh, tốt nghiệp năm 1983. Sau đó bà làm việc ở Bộ Tư Pháp Trung Quốc, hoạt động trong "Liên đoàn Phụ nữ toàn quốc" và "Hiệp hội Luật sư toàn quốc". Hiện nay bà làm Giám đốc điều hành của "Trung tâm công tác và Nghiên cứu pháp lý của Phụ nữ" (Women’s Legal Research and Service Centre) của trường Luật tại Đại học Bắc Kinh.
Năm 1995, bà tham dự "Diễn đàn Nữ luật sư quốc tế" lần thứ 4 và "Hội nghị quốc tế Phụ nữ" của Liên Hợp Quốc, tổ chức ở Bắc Kinh.
Cuối năm 1995, bà cùng một số người khác thành lập "Trung tâm công tác và Nghiên cứu pháp lý của Phụ nữ" ở Trường Luật của Đại học Bắc Kinh, một tổ chức phi chính phủ bất vụ lợi chuyên trợ giúp pháp lý cho phụ nữ ở Trung Quốc. Trung tâm này đã phát triển trở thành một lực lượng đầy ảnh hưởng trong việc bảo vệ quyền và lợi ích của phụ nữ. Năm 2010, Đại học Bắc Kinh đã tách Trung tâm này ra, không còn phụ thuộc vào Đại học Bắc Kinh, nhưng phụ huộc vào Trường Luật.

## Giải thưởng
- Năm 2010 bà được trao Giải Simone de Beauvoir [5]., và được Tổ chức Lao động Quốc tế chọn làm đại sứ chống kỳ thị bệnh nhân AIDS đầu tiên của Trung Quốc.
- Năm 2011 bà được Bộ Ngoại giao Hoa Kỳ trao tặng Giải quốc tế cho Phụ nữ dũng cảm 2011..[6]